# Specijalna Antiteroristička Jedinica
La Specijalna antiteroristička Jedinica (SAJ, in serbo cirillico Специјална Aнтитерористичка Jединица, in italiano Unità speciale antiterroristica) è un'unità speciale anti-terroristica della Polizia serba. Essa è impegnata nelle operazioni e nelle tattiche più complesse
Fondata il 18 dicembre 1978, è altamente qualificata ed equipaggiata. Risponde agli ordini del direttore della polizia, con l'approvazione del ministro dell'interno.

## Organizzazione
La SAJ ha quattro squadre, denominate rispettivamente: A, B, C e D. A e B sono le squadre d'assalto, che si occupano della liberazione di ostaggi, entrano negli aeroplani e negli autobus sequestrati, irrompono negli edifici barricati e arrestano pericolosi individui armati e criminali. È presente la squadra logistica e la compongono il gruppo dei tiratori scelti, il gruppo per le immersioni subacquee, il gruppo degli addestratori dei cani di servizio, il gruppo degli ingegneri per le mine terrestri esplosive e il gruppo per gli agenti biologici e chimici. Nell'esecuzione delle operazioni A, B e C svolgono un lavoro coordinato, come un'unica squadra, dove ognuno ha compiti ben definiti. D è la squadra di supporto che protegge le persone e le strutture esposte agli attacchi terroristici. Il supporto logistico è fornito dal gruppo dei medici, dal gruppo per la costruzione e la sperimentazione di armi e munizioni e dai servizi tecnici e di emergenza.

## Equipaggiamento
- M4 (fucile d'assalto)
- SIG SG 552
- Steyr SSG 69
- CZ-99
- Glock 17

## Stemma
Lo stemma della SAJ è un'aquila a due teste, simbolo nazionale della Serbia, con una spada che trapassa la testa di un serpente. I membri della SAJ portano questo stemma sui cappelli e sulle maniche delle divise.

## Galleria d'immagini

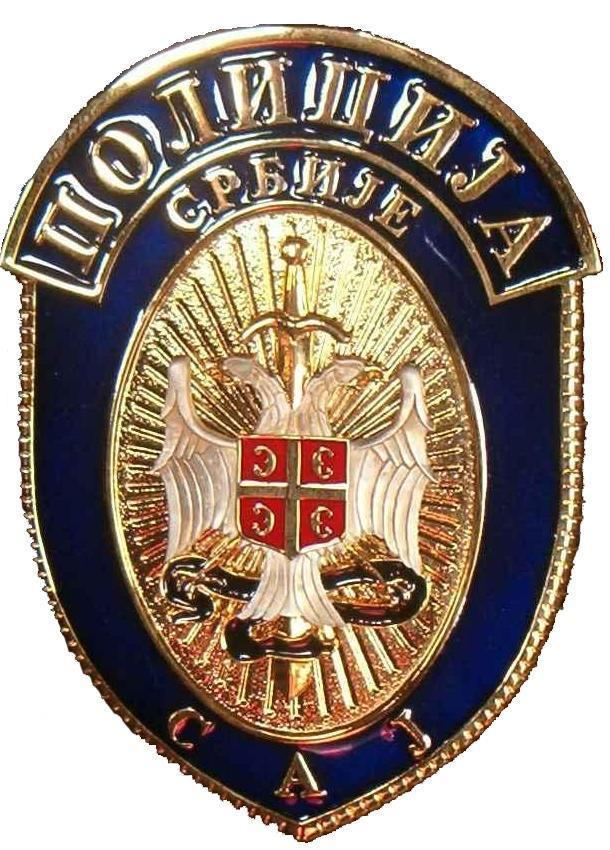
Distintivo della SAJ
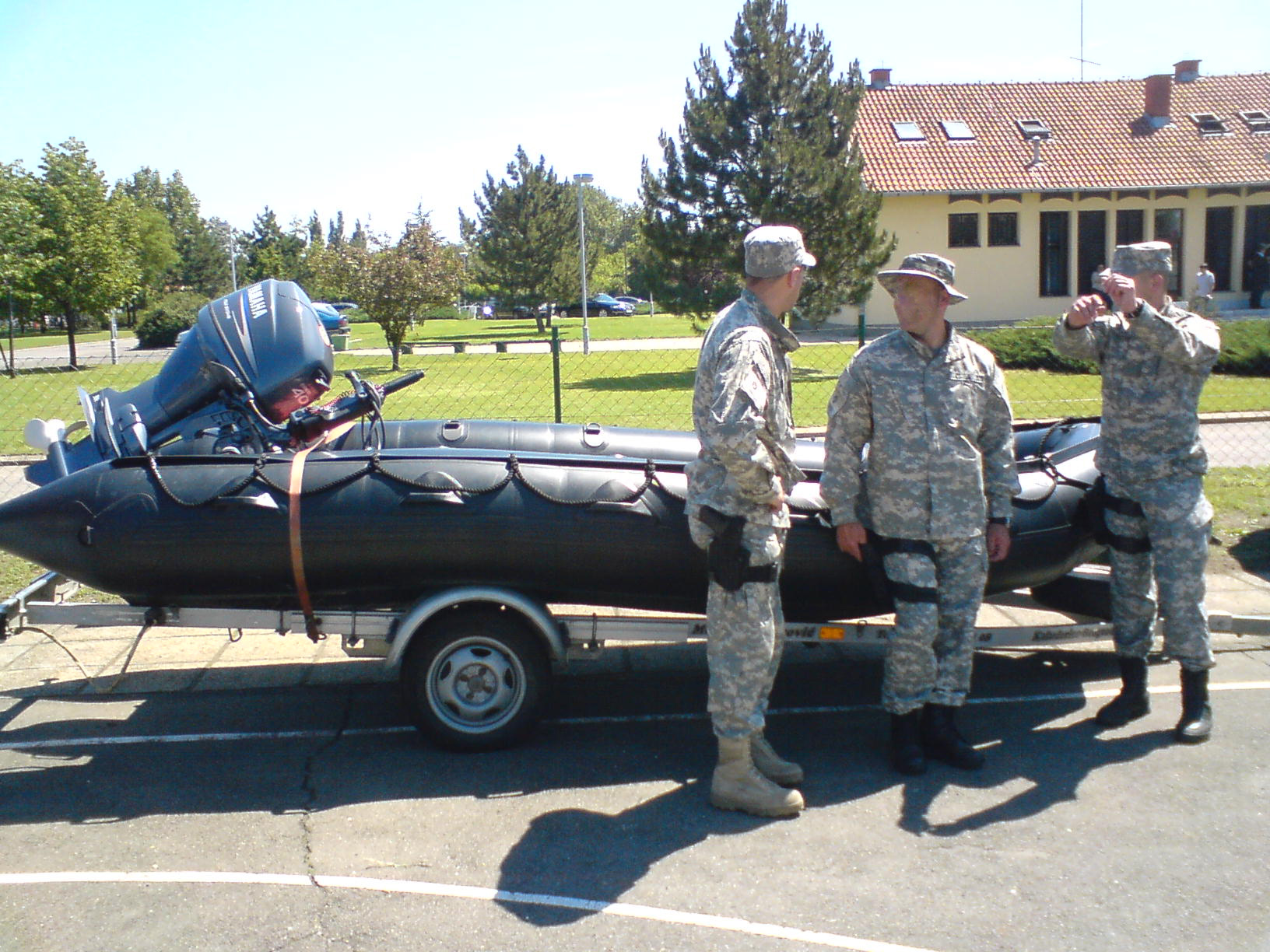
Membri della SAJ
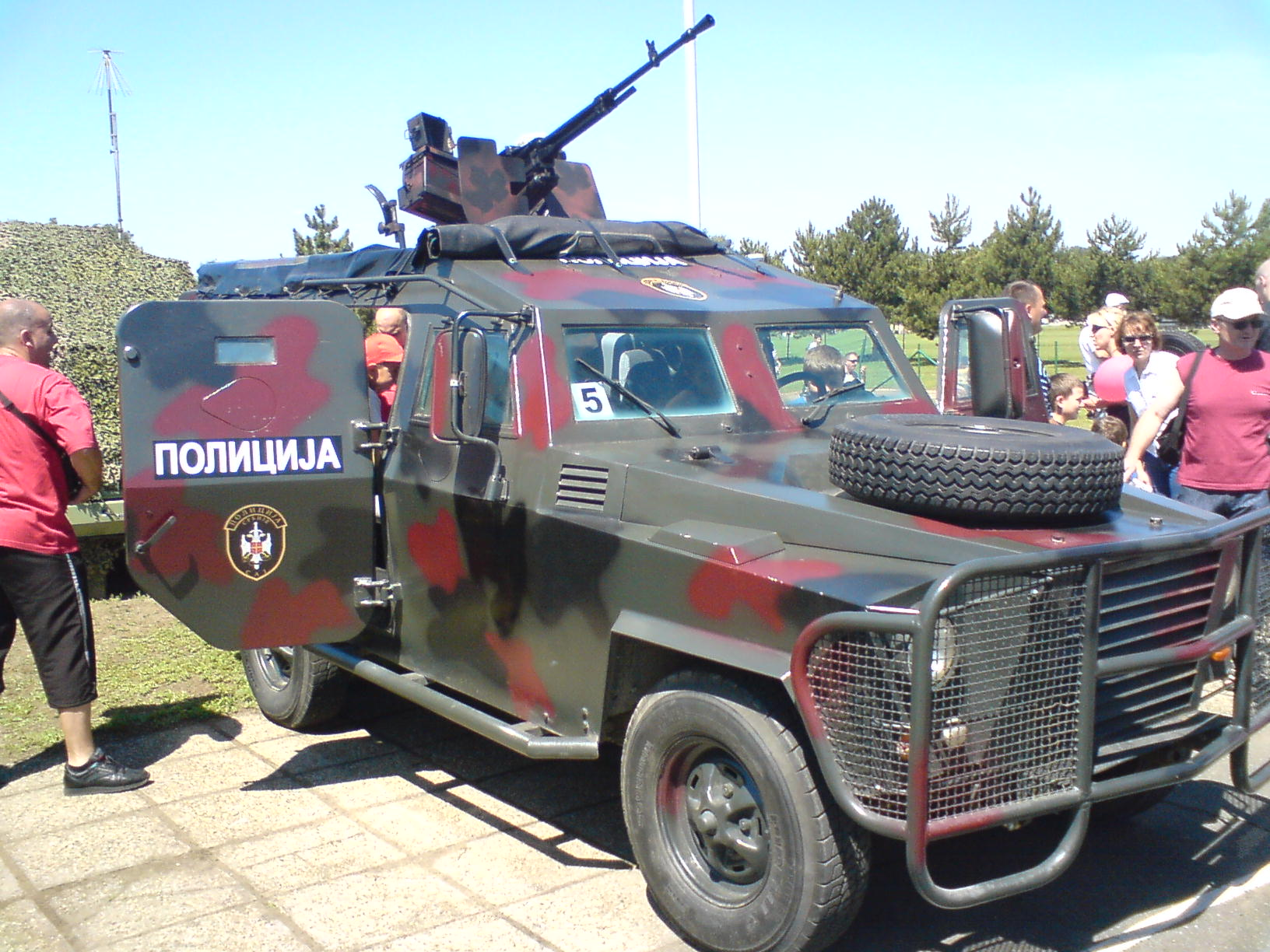
Land Rover
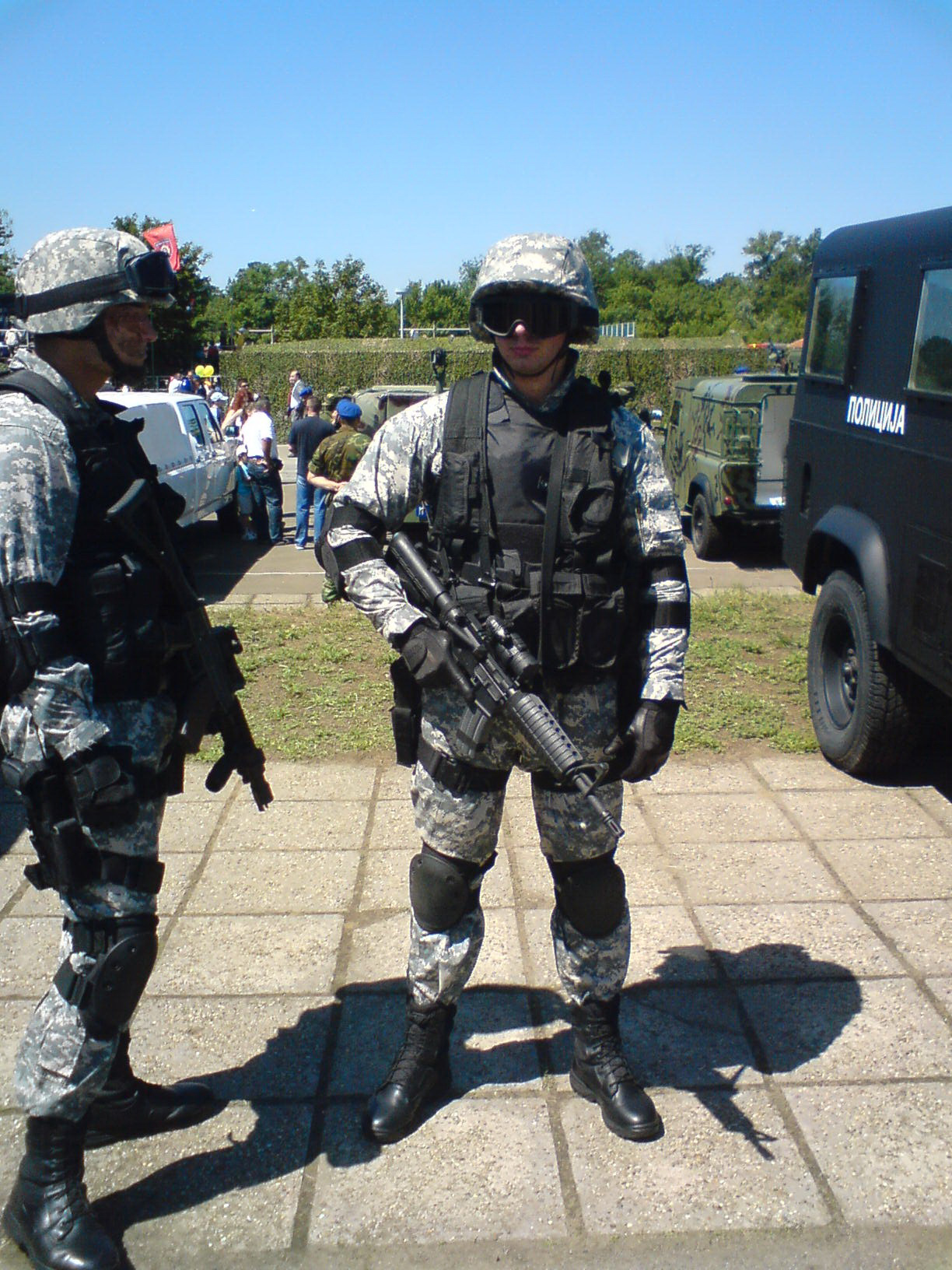
Camuffamento ACUPAT
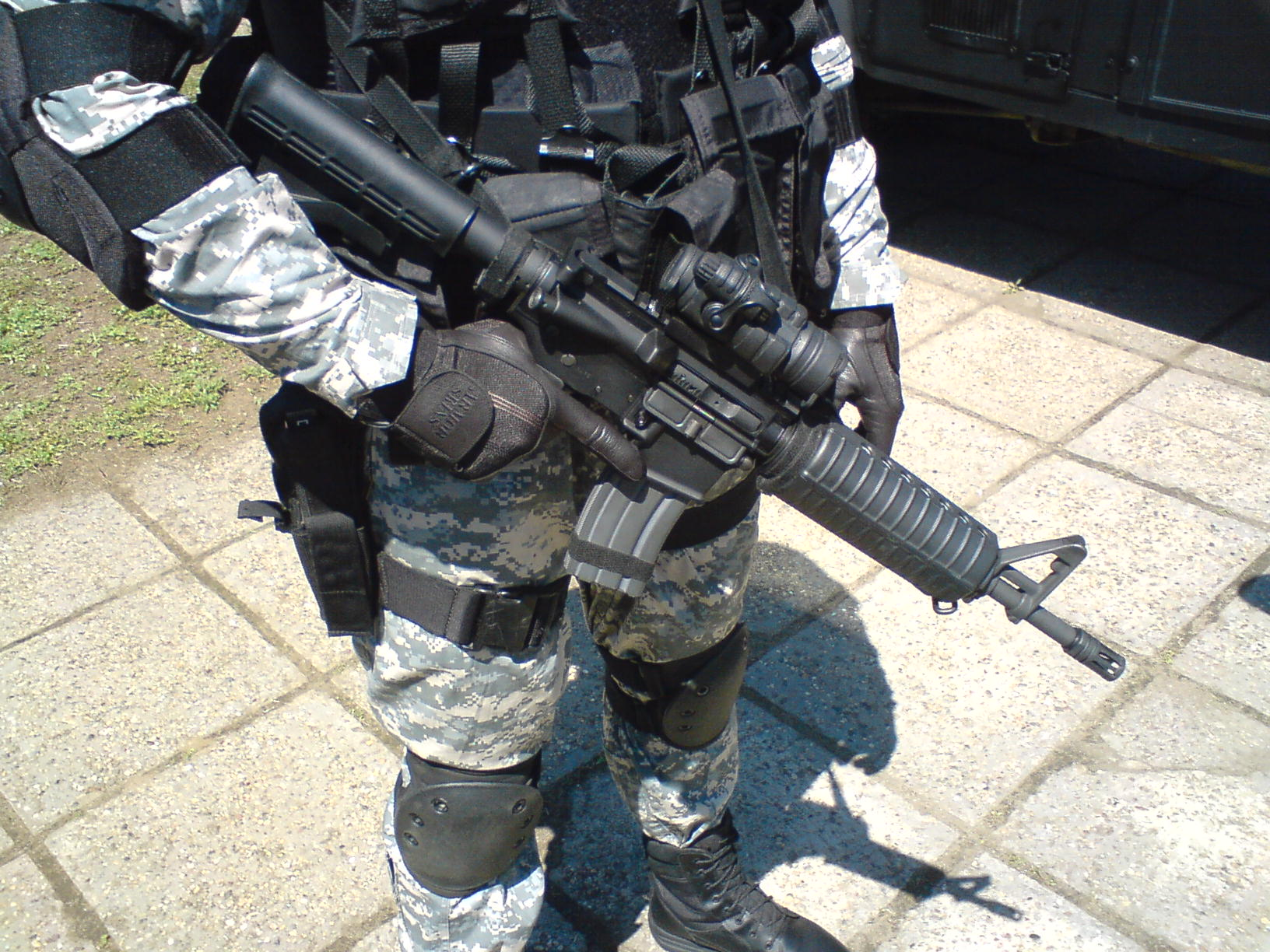
Fucile d'assalto М4
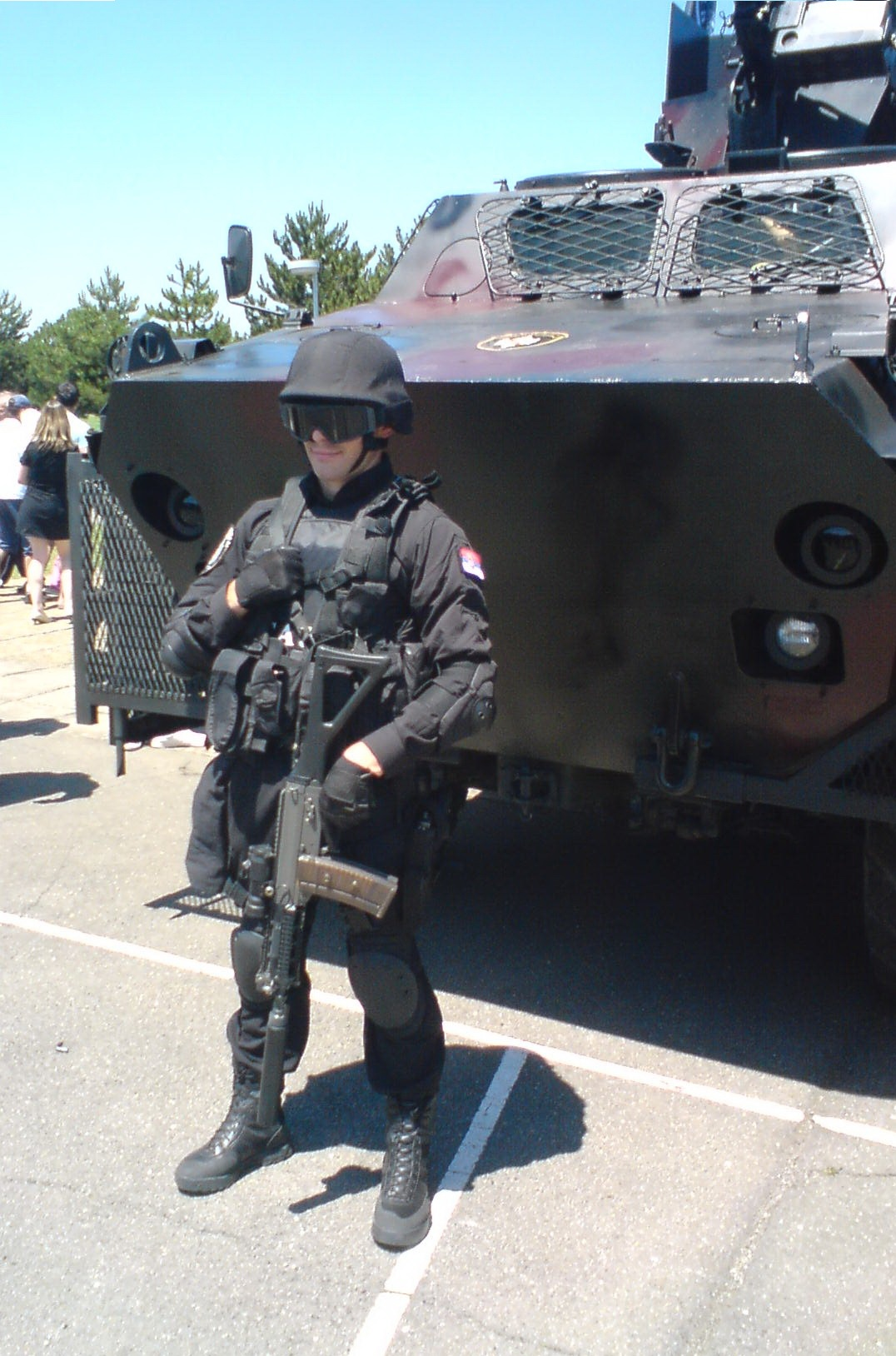
Membro dell'anti-terrorismo SAJ
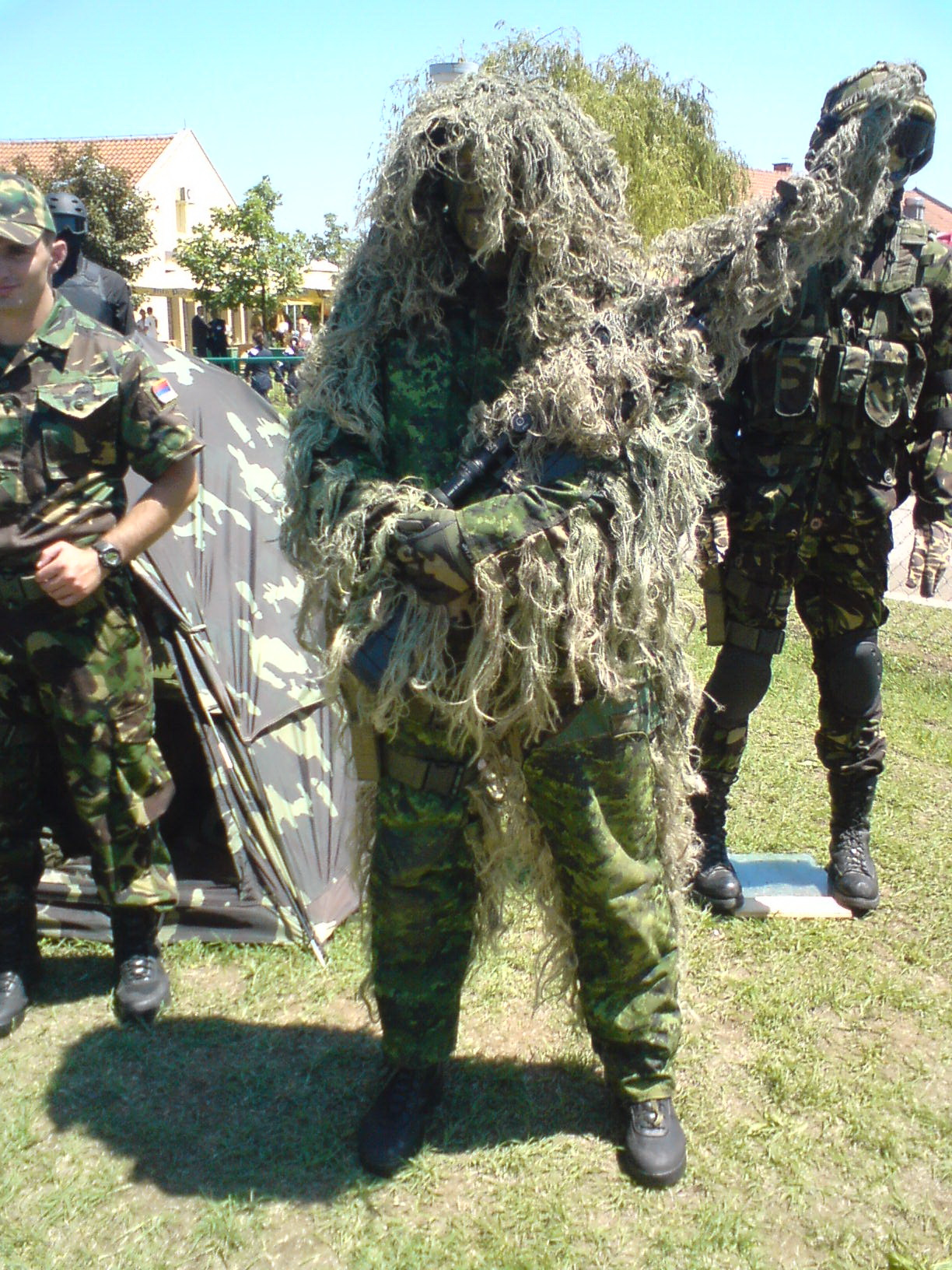
Tuta mimetica ghillie
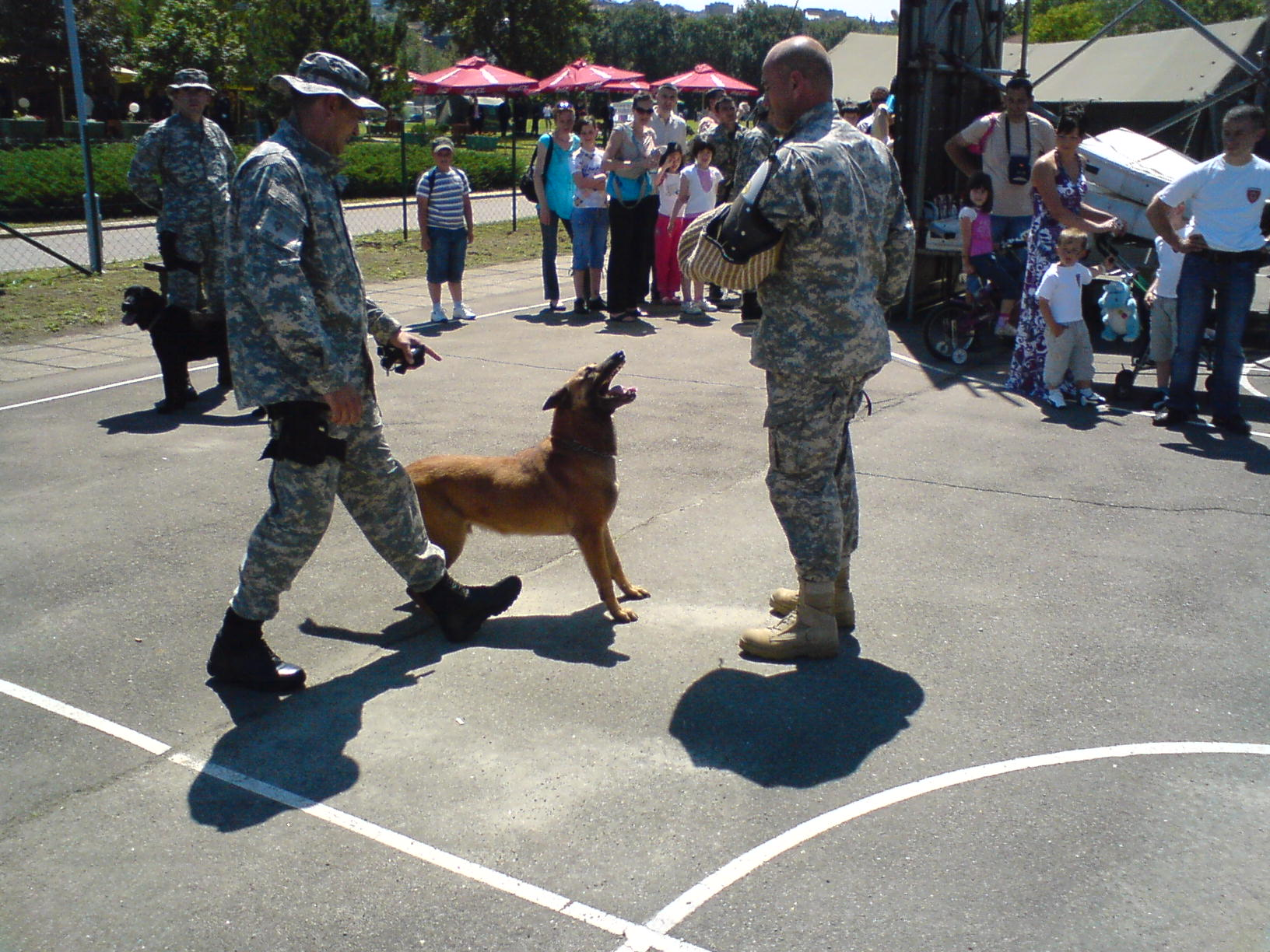
Addestratori di cani
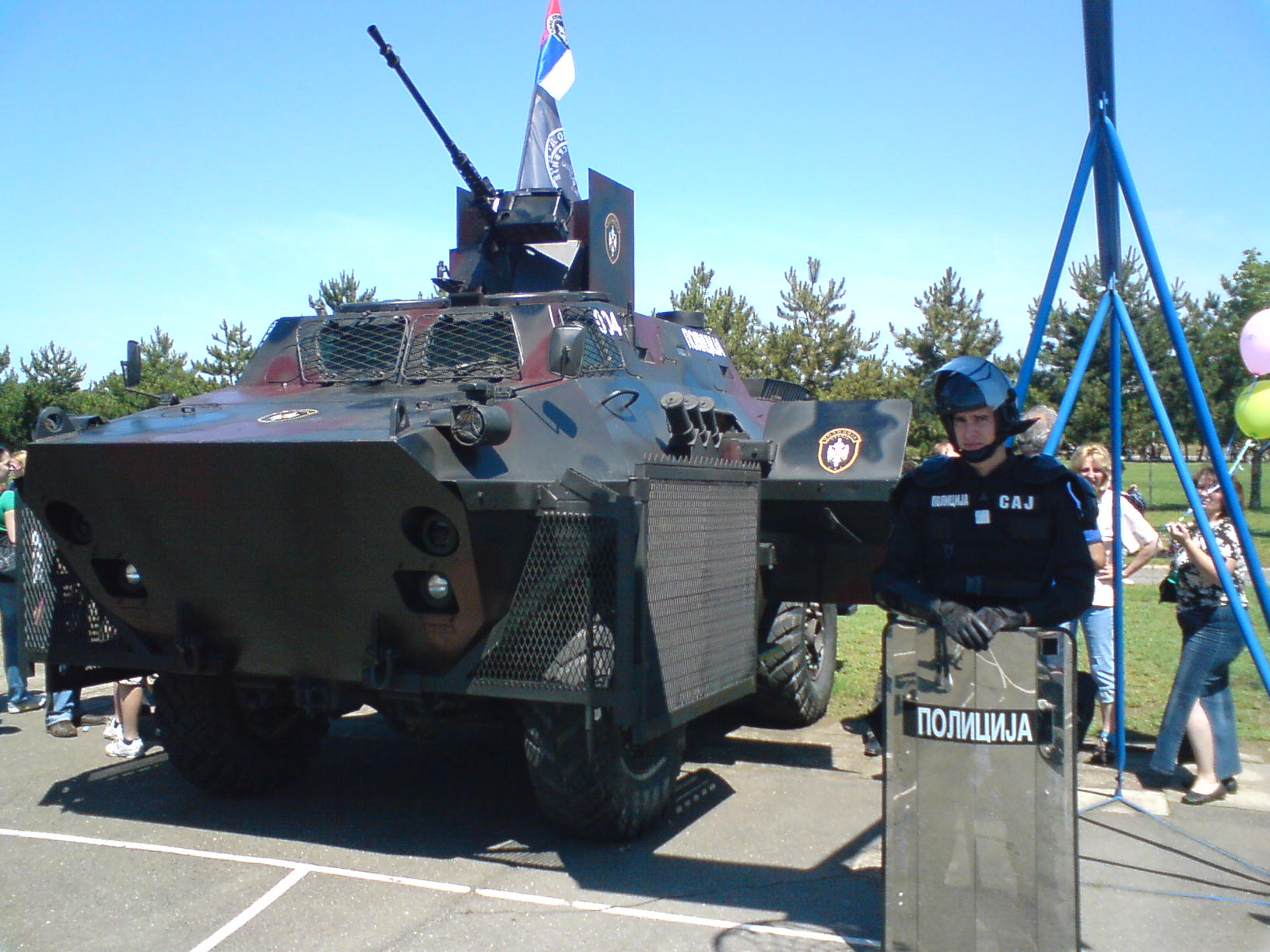
Equipaggiamento anti-sommossa
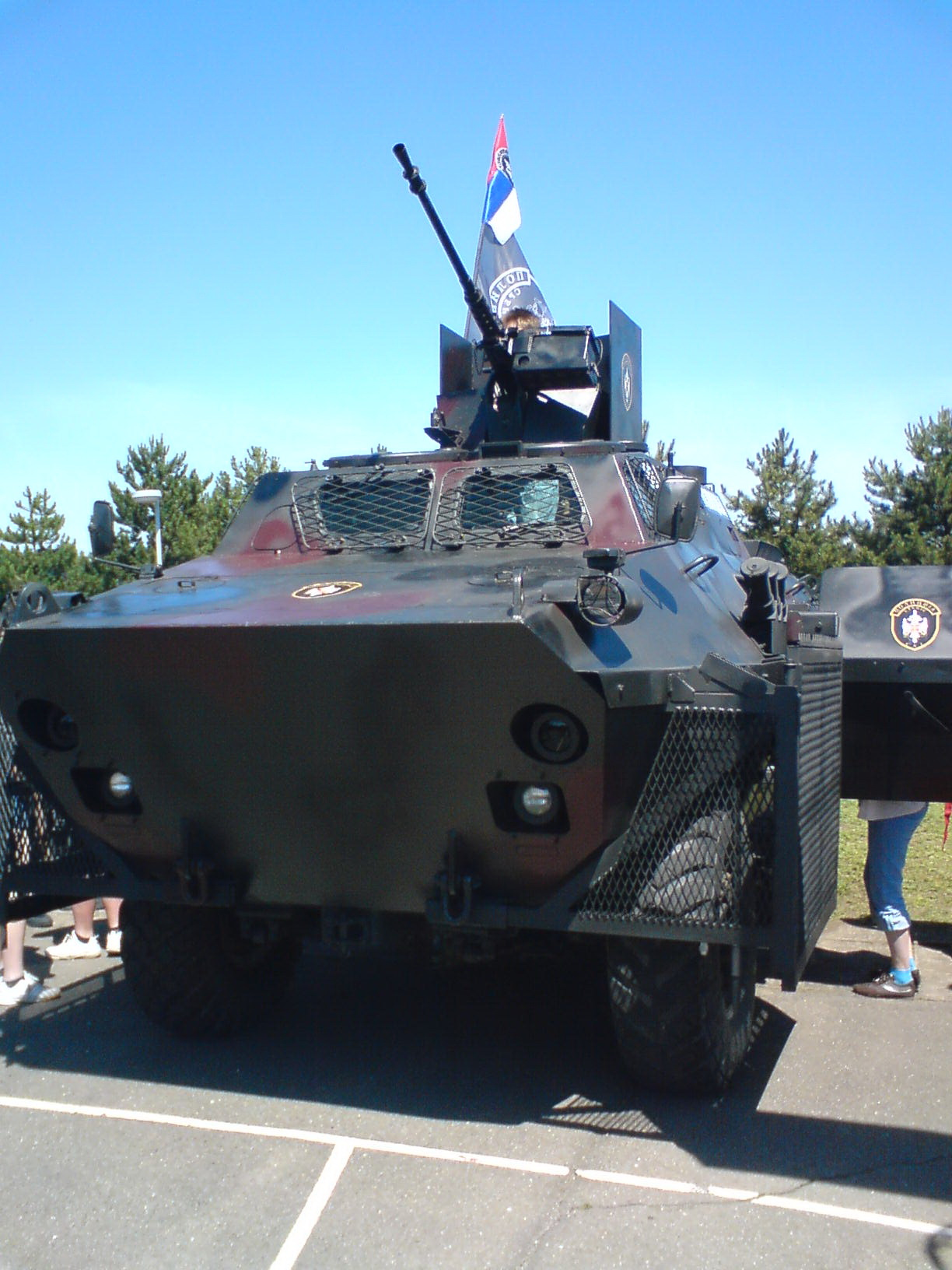
Veicolo BOV
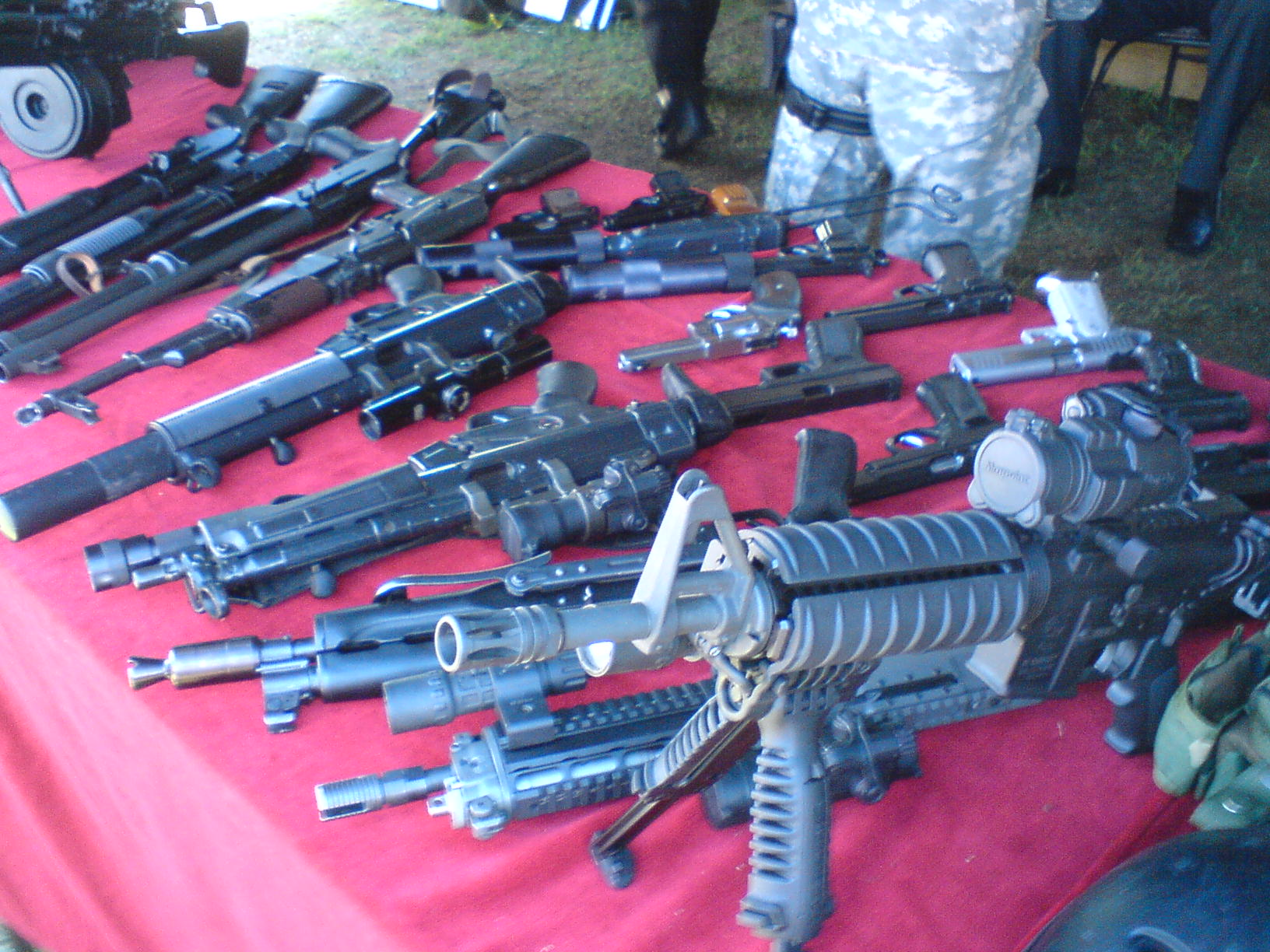
Armi della SAJ